# Campton, Kentucky
Campton är administrativ huvudort i  Wolfe County, Kentucky, USA. År 2000 hade orten 424 invånare. Den har enligt United States Census Bureau en area på 2,9 km², varav 0,1 km² är vatten.